# Marderhoek
Marderhoek (Fries: De Marderhoek(e)) is een veldnaam, polder en boerderij ten zuiden van Oudemirdum in de gemeente De Friese Meren, in de Nederlandse provincie Friesland. De streek ligt tussen de wegen Huningspaad, Marderhoek en De Dollen. Ten zuiden van de buurtschap ligt de Oudemirdumer Klif aan het IJsselmeer.

## Geschiedenis
De streek is ontstaan rond een stins, die in 1514 de naam Merderhoeck had.  In de streek lagen tot in de eerste helft van de twintigste eeuw twee buurtschappen, De Dollen en Gaastburen. Die laatste verdween uiteindelijk. De Dollen was ook de naam van de polder aan de westkant van de weg De Dollen. Deze is later Marderhoek gaan heten. 

## Evenementen
Ieder jaar vindt in november de Marderhoekloop plaats. In dezelfde maand vindt ook de schurenroute plaats, die 'Stap in de Marderhoek' heet. 
Hoofdplaats: Joure     Stad: Sloten

Dorpen en gehuchten: Akmarijp · Bakhuizen · Balk · Bantega · Boornzwaag · Broek · Delfstrahuizen · Dijken · Doniaga · Echten · Echtenerbrug · Eesterga · Elahuizen · Follega · Goingarijp · Harich · Haskerhorne · Idskenhuizen · Kolderwolde · Langweer · Legemeer · Lemmer · Mirns · Nijehaske · Nijemirdum · Oldeouwer · Oosterzee · Oudega · Oudehaske · Oudemirdum · Ouwster-Nijega · Ouwsterhaule · Rijs · Rohel · Rotstergaast · Rotsterhaule · Rottum · Ruigahuizen · Scharsterbrug · Sint Nicolaasga · Sintjohannesga · Snikzwaag · Sondel · Terhorne · Terkaple · Teroele · Tjerkgaast · Vegelinsoord · Wijckel

Buurtschappen: Ballingbuur · Bargebek · Boornzwaag over de Wielen · Brekkenpolder · Commissiepolle · De Rijlst · Delburen · Finkeburen · Heide · Hooibergen · Nieuw Amerika · Onland · Schoterzijl (deels) · Schouw · Spannenburg · Tacozijl · Trophorne · Tweehuis · Vierhuis · Vrisburen · Westerend-Harich · Zevenbuurt

Friesland: Steden en dorpen      Nederland: Provincies · Gemeenten